# وابستگی (بوم‌شناسی)
در پویایی جمعیت، وابستگی (به انگلیسی: Depensation) اثری بر روی یک جمعیت (مانند ذخایر ماهی) است که به موجب آن، به دلایل خاصی، کاهش جمعیت تولیدمثلی (افراد بالغ) سبب کاهش تولید و بقای تخم‌ها یا فرزندان می‌شود. علل آن ممکن است شامل افزایش سطح شکار به ازای هر فرزند (با توجه به همان سطح فشار کلی شکارگری) و اثر آلِی، به ویژه کاهش احتمال یافتن جفت باشد.